# ده‌نو (زاوه)
دهنو روستایی در دهستان زاوه بخش مرکزی شهرستان زاوه استان خراسان رضوی ایران است. بر پایه سرشماری عمومی نفوس و مسکن در سال ۱۳۹۰ جمعیت این روستا ۴۹۹ نفر (در ۱۴۵ خانوار) بوده است.